# 시노하라촌 (시가현)
시노하라촌(篠原村)은 일본 시가현 야스군에 설치되었던 촌이다. 현재의 야스시의 남동부에 해당한다.